# Капитан (комедия дел арте)
Капитан (на италиански: Il Capitano; на френски: Le Capitan) е персонаж от италианската комедия дел арте, тип военен авантюрист.. Той е с испански произход и говори развален италиански, като включва много испански думи. Неговият костюм е карикатурна военна униформа, Капитан е един от малкото персонажи, които не носят маска по време на представление.
Той е страхливец, който много обича да се представя за храбрец като разказва небивалици за военни сражения. Също така за него са характерни жестокост, скъперничество и високомерие. Той изчезва като персонаж в комедия дел арте през XVII век.